# Præstø Politikreds
Præstø Politi var en dansk politikreds, der eksisterede mellem 1919 og 1973. Kredsen havde hjemsted i Præstø.

## Geografi
Kredsen dækkede ved sin oprettelse sognene omkring Præstø Fjord. Arealet var omtrent på 200 km² og indbyggertallet var på 12.600 (1911). Ved indlemmelsen af Store Heddinge Politikreds blev arealet udvidet til 510 km², som dækkede Stevns-halvøen og Faxe. Den nye kreds indbyggertal var 27.982 (1964).

## Historie

### Administrativ historik
Som en del af den omfattende ændring af det danske rets- og politivæsen, der blev lovfæstet i Retsplejeloven af 1916, etableredes politikredsen dækkende Præstø Købstad og Vordingborg Nordre Birk. Tilsvarende blev Præstø Retskreds oprettet ved denne lov.
I 1962 nedlægges Store Heddinge Politikreds, hvorefter denne indlemmes i kredsen. I kølvandet på kommunalreformen i 1970 skulle politikredsene tilpasses de nye kommunegrænser og reduceres i antal. I 1972 vedtog man en reform, der delte kredsen mellem tre nye politikredse; Køge, Næstved og Vordingborg.

### Politimestre
- 1935 - 1943: Vagn Bro [9]

## Politistation

### Politigården i Præstø
Den seneste politistation blev opført i 1941 på Torvet 8, lige ved siden af det daværende rådhus. Efter 1973 fortsatte Vordingborg Politi med at anvende denne bygning som politistation frem til 2005, hvor man flyttede til kommunens bygning på Østerbro 2. I 2014 nedlægger Sydsjællands og Lolland-Falsters Politi nærpolitistationen i Præstø. I dag er den gamle politistation indrettes som bolig, som har været omtalt i flere medier.

### Store Heddinge Politistation
Ved indlemmelsen af Store Heddinge Politi i kredsen ændrede den daværende politistation i Store Heddinge på Østergade 3 status til et afdelingskontor. Politistationen blev opført i 1919 og har senest været anvendt som dommerkontor frem til 2006.